# 1447
Évszázadok: 14. század – 15. század – 16. század
Évtizedek: 1390-es évek – 1400-as évek – 1410-es évek – 1420-as évek – 1430-as évek – 1440-es évek – 1450-es évek – 1460-as évek – 1470-es évek – 1480-as évek – 1490-es évek
Évek: 1442 – 1443 – 1444 – 1445 –  1446 – 1447 – 1448 – 1449 – 1450 – 1451 – 1452

## Események

### Határozott dátumú események
- március 6. – V. Miklós pápa pápává választása. (1455-ig uralkodik.)[1]
- március 25. – Hunyadi Jánost kormányzóvá választják
- március 12. – A budai országgyűlés határozatot hoz arról, hogy a főhivatalnokokat ezentúl csak egy évre választják.
- június 1. – Békekötés III. Frigyessel, az elfoglalt városok a császár kezén maradnak.
- június 2. – István kapornaki apát kerül a szörényi püspöki székbe.[2]
- augusztus 14. – Az utolsó Visconti halálával Milánóban létrejön az Ambróziai Köztársaság. (1450-ig tart.)
- szeptember – Garai Lászlót választják nádorrá.

### Határozatlan dátumú eseménye
- Vlad Dracul havasalföldi fejedelem és idősebb fia Mircea elesnek a Hunyadival vívott csatában. II. Vladislav követi őt a trónon Hunyadi János fegyveres támogatásával. (1448-ig uralkodik.)

## Születések
- december 3. – II. Bajazid oszmán szultán († 1512).

### Bizonytalan dátum
- Piero Capponi, firenzei születésű diplomata és államférfi († 1496)
- Philippe de Commines, flandriai születésű író és diplomata a burgundiai és francia udvarban († 1511)
- Caterina Fieschi Adorno, itáliai szent, életét a szegények és betegek ápolásának szentelte († 1510)
- Giovanni Antonio Amadeo, lombardiai építész, szobrász és mérnök († 1522)

## Halálozások
- február 23. – IV. Jenő pápa (* 1383)[3]
- augusztus 13. – Filippo Maria Visconti milánói herceg (* 1392)
- december 7. – Vlad Dracul havasalföldi fejedelem (* 1393/1397 k.)